# 朵噶·彭措饒傑

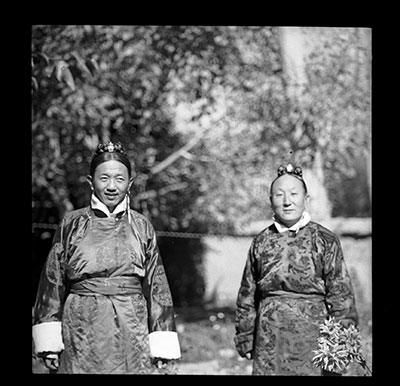
1949年至1950年间，索康·旺钦格勒（左）和朵噶·彭措饒傑（右）在花园中

朵噶·彭措饶杰（藏語：མདོ་མཁར་ཕུན་ཚོགས་རབ་རྒྱས།，威利转写：mdo mkhar phun tshogs rab rgyas，1903年—1957年3月13日），又名饶噶厦·彭措饶杰，藏族，西藏拉萨人，噶厦及中华人民共和国高级官员。

## 生平
1903年出生于西藏贵族家庭，6岁入西藏贵族学校，1923年进入西藏噶厦工作。历任拉萨警察总办、噶仲（噶厦中的秘书）、山南错那宗本（县长）、藏军代本（团长）、藏军马基（总司令）。1949年8月升任噶伦兼藏军总指挥。1950年初，兼任绛曲基巧总管，奉命率以代本夏格巴·洛桑顿珠为主官的藏军第16代本驻那曲。
西藏併入中華人民共和國后，于1952年任中国人民解放军西藏军区副司令员。1953年夏，任达赖、班禅双方共同派员参加的西藏国庆观礼团团长，赴北京参加中华人民共和国成立四周年庆祝活动。随后，率该代表团成员赴北京、天津、上海、沈阳、南京、杭州、西宁等十个城市参访半年多。回到北京后，在中央人民广播电台发表藏语谈话。1954年1月，作为中国政府代表团成员，参加中国和印度关于两国关系问题的谈判。1955年被授予中将军衔。1956年，当选为西藏自治区筹备委员会委员。1956年陪同达赖到印度参加释迦牟尼诞生二千五百周年纪念活动，1957年2月随达赖经锡金返回国内，途经日喀则作短暂停留时，因病于3月13日在日喀则逝世。